# 愛爾蘭語
愛爾蘭語，又稱蓋爾語，是凱爾特語族—海島凱爾特語支—蓋爾亞支的一種語言。愛爾蘭語與布列塔尼語、威爾斯語以及蘇格蘭蓋爾語有密切關係。
愛爾蘭語是愛爾蘭共和國和北愛爾蘭的官方語言。大多數愛爾蘭人的母語是英語，使用愛爾蘭語作為主要語言的地區集中在愛爾蘭西海岸地區。
愛爾蘭語的歷史可以追溯至至少公元4世紀，早期使用欧甘字母書寫，後來逐步改用拉丁字母。目前有康諾特、芒斯特和阿爾斯特三大方言。該語言的推廣由全島機構盖尔语研究所負責。

## 歷史
愛爾蘭人的先民主要是屬於凱爾特部落群的蓋爾人，並吸收有伊比利亞人、諾曼人、以及盎格魯-撒克遜人的成分。伊比利亞人是愛爾蘭島上最早的居民，來自伊比利亞半島。在西元前4世紀的時候，蓋爾人從法國南部和西班牙北部來到愛爾蘭島（也有學者認為這批蓋爾人係來自蘇格蘭）。他們同化了居住在當地的伊比利亞人，並成為愛爾蘭民族的基礎（穆立立 2000）。多數的歷史學家相信，在西元前7世紀左右，蓋爾人就開始在愛爾蘭島上定居，從事農業生產和飼養家畜（杜昆2000）。因此，愛爾蘭語有著相當長遠的歷史。

### 起源
愛爾蘭語的文字紀錄出現於4世紀，語言學者在刻有「歐甘」（Ogham）的石頭上發現了與原始愛爾蘭語相關的線索。
432年，圣派特里克抵達愛爾蘭並開始傳播基督教。圣派特里克被認為是將羅馬字母引入愛爾蘭的第一人。愛爾蘭的傳教士使用羅馬字母記錄了許多文學作品，如《凱爾經》中的詩歌。

### 擴散
愛爾蘭人在皈依基督教後，向蘇格蘭南部擴展勢力，並將愛爾蘭的文化和愛爾蘭語傳播到蘇格蘭南部。同時，愛爾蘭人開始將蘇格蘭的皮特人轉化為基督徒。到6世紀中葉，愛爾蘭人在政治、軍事、文化和語言方面對蘇格蘭產生了顯著影響。蘇格蘭蓋爾語中保留了許多與愛爾蘭語相似的詞彙。
9世紀，愛爾蘭語的使用範圍已經擴展到蘇格蘭的大部分地區、英格蘭的北部和曼島。852年，維京人入侵愛爾蘭，愛爾蘭人與維京人之間的戰爭持續至914年。1014年，維京人在都柏林附近被擊潰時，愛爾蘭語成為了愛爾蘭和蘇格蘭的強勢語言。

### 式微
1169年，安茹王朝完成對威爾士的征服後開始入侵愛爾蘭。1171年，英王亨利二世成為愛爾蘭君主，但在此之后的短时间内，愛爾蘭語仍是除都柏林以外地區的主要語言。然而，隨著英格蘭統治的深化，英語逐漸取代愛爾蘭語的政治地位。1367年，英格蘭通過基爾肯尼法案試圖壓制愛爾蘭語和本地文化，進一步削弱其影響力。到1800年左右，英語已成為愛爾蘭的強勢語言，政治、經濟和文化領域的權勢階層幾乎全部使用英語，愛爾蘭語主要保留在農民階層。
1831年，英國政府在愛爾蘭建立國民教育體系，完全以英語為教學語言，禁止愛爾蘭語出現在學校中，甚至懲罰使用愛爾蘭語的學生。1845年，馬鈴薯飢荒導致數百萬人死亡或移民，愛爾蘭語使用人口大幅減少。飢荒後，許多人將愛爾蘭語與貧窮落後聯繫在一起，開始轉而使用英語。這些因素使愛爾蘭語進一步喪失其社會地位和實際使用人群。

### 復興

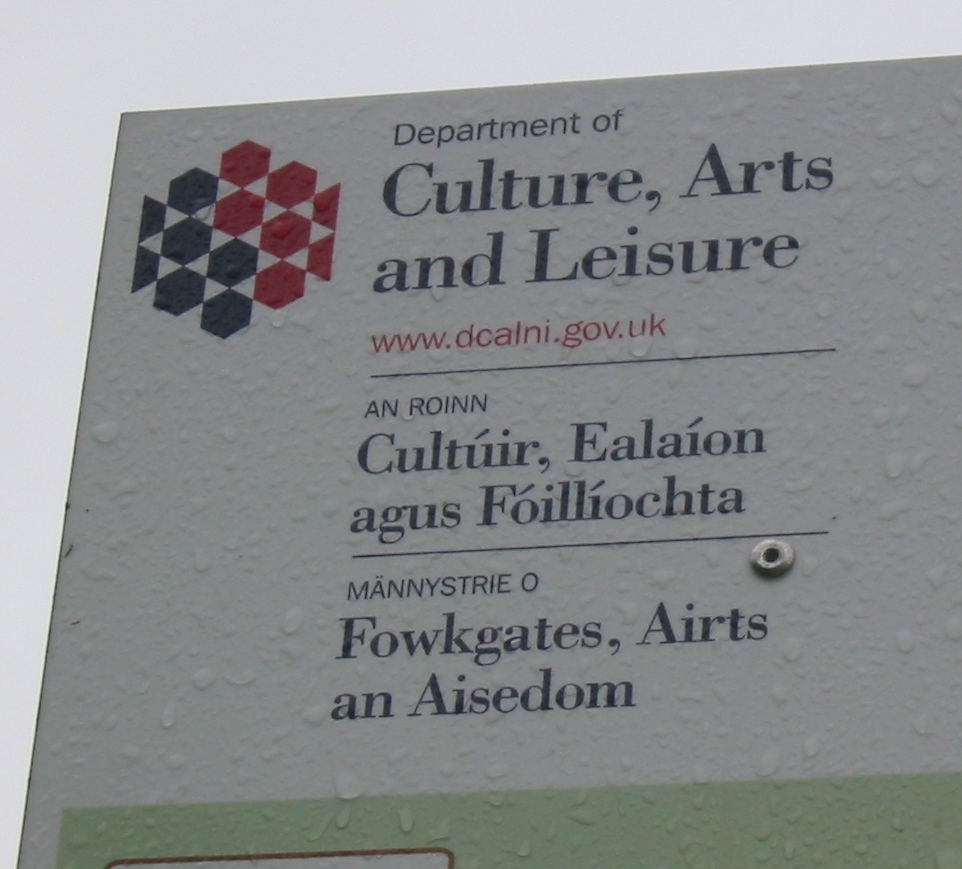
北爱尔兰政府机构的门牌，包括英语、爱尔兰语、阿尔斯特苏格兰语

#### 時代思潮的鼓動和愛爾蘭中產階級的興起
愛爾蘭語的地位在19世紀逐漸衰落，但一些愛爾蘭人仍堅持維護自己的語言，並推動了現代愛爾蘭民族主義的興起。19世紀的經濟與社會變革促使愛爾蘭中產階級的崛起，對民族平等和文化復興的重視逐步增加。同時，法國大革命等歐洲各地的民主運動也對愛爾蘭產生影響，激發了追求民族獨立的思潮。
隨著現代教育的普及，越來越多中產階級的愛爾蘭人參與知識活動，並成為民族運動的重要推動者，如爱尔兰律师丹尼爾·奧康諾。丹尼尔主張通過和平方式在體制內爭取愛爾蘭人的權利，然而，他的訴求未能得到倫敦的積極回應，導致新一代民族運動者轉向更為激進的路線，爱尔兰人開始以體制外方式爭取獨立。
1830年代，歐洲各地爆發多次革命，如比利時、法國和德意志的反王室運動，這些事件影響了愛爾蘭青年。他們仿效義大利的民族主義運動，成立了「青年愛爾蘭」組織，試圖以武力推翻英格蘭的統治。1848年，青年愛爾蘭發動了一次革命，但很快被英國當局鎮壓。
在民族主義高漲的背景下，一些愛爾蘭人開始致力於愛爾蘭語的復興運動，為語言和文化的保存奠定了基礎。

#### 愛爾蘭語復興運動

爱尔兰各郡的爱尔兰语使用情况

1884年，愛爾蘭運動協會成立，標誌著愛爾蘭語復興運動的開端。1893年，蓋爾聯盟在愛爾蘭作家德格拉斯·海德的倡议下成立。蓋爾聯盟致力於保存和推廣愛爾蘭語，並促進愛爾蘭文學的研究與發展。蓋爾聯盟提倡爱尔兰的民众积极使用本土語言，強調維護民族特色的重要性。海德認為，遺忘愛爾蘭語等於失去民族自尊，但同時主張學習英國的長處，不过需要避免盲目模仿。
蓋爾聯盟的發展迅速，在成立后的數年內建立了大量提供免費愛爾蘭語課程的分支機構。愛爾蘭語文學作品開始興起，尤其短篇小說表現突出。以愛爾蘭語出版的期刊和報紙也相繼出現，推動了愛爾蘭語的普及。
1904年，阿貝劇院在都柏林成立，成為愛爾蘭文藝復興運動中戲劇領域的代表。該劇院專注於愛爾蘭民族戲劇的發展，演出葉慈、辛格等作家的作品。
隨著爱尔兰语復興運動的推進，1909年愛爾蘭語被列為中小學必修課，新成立的愛爾蘭國立大學要求學生掌握愛爾蘭語作為入學條件。語言復興運動與愛爾蘭的政治運動密切相關，許多參與者同時致力於推動愛爾蘭的獨立，並在建國後的政治舞台上發揮重要作用。

### 獨立建國後的發展

爱尔兰语区（Gaeltacht）

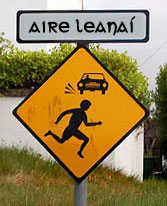
“注意儿童”

愛爾蘭語是愛爾蘭學生的必修課程，但多數愛爾蘭人主要使用英語。
愛爾蘭語作為第一語言的使用人數逐年下降，媒體領域以英語為主，報紙有愛爾蘭語專欄，大選期間部分候選人會使用愛爾蘭語進行辯論。 部分私立學校規定使用愛爾蘭語作為教學語言。截至2011年，愛爾蘭共有211所使用爱尔兰语作为教学语言的中小學，共计約有4000名學生。以愛爾蘭語作为主要使用语言的地區大多位於西部郡和少數社區，約9萬人，占全國人口的2.1%。 2011年國會大選中，統一黨黨魁恩達·肯尼提議將愛爾蘭語課程改為選修引發爭議。部分人認為将爱尔兰语在学校课程地位降低为选修课程可能進一步減少愛爾蘭語的使用。

## 字母
愛爾蘭語字母表是由拉丁字母组成，分為新拼字法和舊拼字法。

### 新拼字法
| 爱尔兰语字母 | 爱尔兰语字母 | 爱尔兰语字母 | 爱尔兰语字母 | 爱尔兰语字母 | 爱尔兰语字母 | 爱尔兰语字母 | 爱尔兰语字母 | 爱尔兰语字母 | 爱尔兰语字母 | 爱尔兰语字母 | 爱尔兰语字母 | 爱尔兰语字母 | 爱尔兰语字母 | 爱尔兰语字母 | 爱尔兰语字母 | 爱尔兰语字母 | 爱尔兰语字母 | 爱尔兰语字母 | 爱尔兰语字母 | 爱尔兰语字母 | 爱尔兰语字母 | 爱尔兰语字母 | 爱尔兰语字母 | 爱尔兰语字母 | 爱尔兰语字母 | 爱尔兰语字母 | 爱尔兰语字母 | 爱尔兰语字母 | 爱尔兰语字母 |
| ------------ | ------------ | ------------ | ------------ | ------------ | ------------ | ------------ | ------------ | ------------ | ------------ | ------------ | ------------ | ------------ | ------------ | ------------ | ------------ | ------------ | ------------ | ------------ | ------------ | ------------ | ------------ | ------------ | ------------ | ------------ | ------------ | ------------ | ------------ | ------------ | ------------ |
| A            | a            | (Á           | á)           | B            | b            | C            | c            | D            | d            | E            | e            | (É           | é)           | F            | f            | G            | g            | H            | h            | I            | i            | (Í           | í)           | J            | j            | K            | k            | L            | l            |
| M            | m            | N            | n            | O            | o            | (Ó           | ó)           | P            | p            | Q            | q            | R            | r            | S            | s            | T            | t            | U            | u            | (Ú           | ú)           | V            | v            | W            | w            | X            | x            | Y            | y            |
| Z            | z            |              |              |              |              |              |              |              |              |              |              |              |              |              |              |              |              |              |              |              |              |              |              |              |              |              |              |              |              |

### 舊拼字法

#### An Cló Gaelach （老盖尔类型）
A a （Á á）, B b （Ḃ ḃ）, C c （Ċ ċ）, D d （Ḋ ḋ）, E e （É é）, F f （Ḟ ḟ）, G g （Ġ ġ）, H h, I i （Í í）, L l, M m （Ṁ ṁ）, N n, O o （Ó ó）, P p （Ṗ ṗ）, R r ɼ, S s ſ （Ṡ ṡ ẛ）, T t （Ṫ ṫ）, U u （Ú ú）

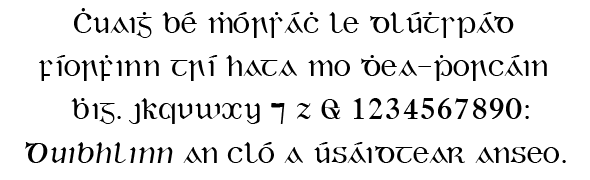
Fig. 1: Duibhlinn （digital font 1993, based on Monotype Series 24 A, 1906）

註：ḃ, ċ, ḋ, ḟ, ġ, ṁ, ṗ, ṡ, ṫ 在現代愛爾蘭語被字母 bh, ch, dh, fh, gh, mh, ph, sh, th 所取代。

#### 欧甘字母

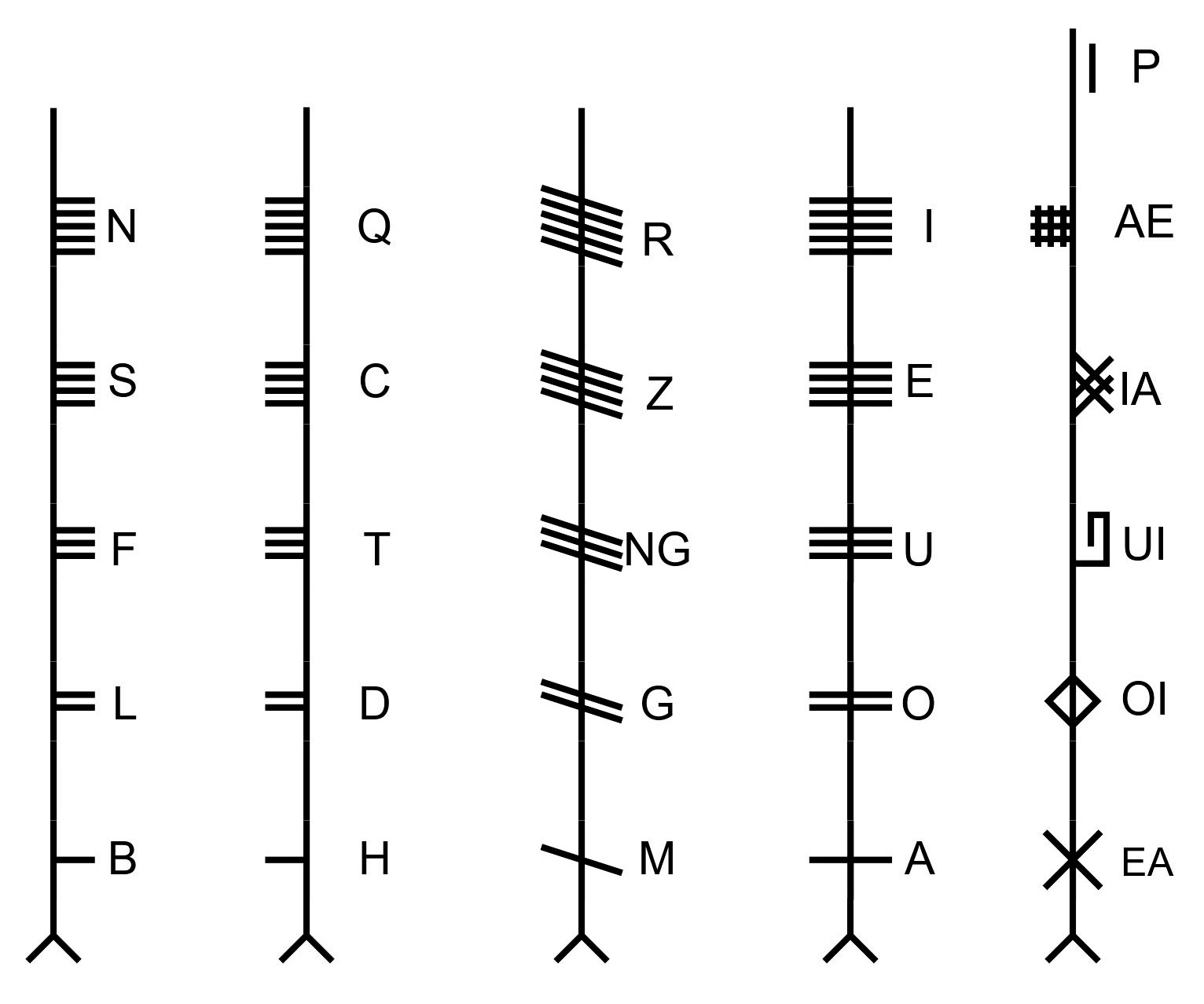

歐甘字母，用於原始愛爾蘭語：

### 引用
1. ↑  根據2022年北愛爾蘭身份與語言法，愛爾蘭語正式成為北愛爾蘭的官方語言，獲得與英語平等的地位。
2. ↑  （黃宣範 1995，177）
3. ↑  .   [2012-09-04]. （原始内容存档于2013-10-29）.

## 外部連結
- （繁體中文）施正鋒：北愛爾蘭的語言政策 （页面存档备份，存于）
- （繁體中文）周惠民：有關北愛爾蘭問題的討論
- （英文）Ethnologue: Languages of the World上關於愛爾蘭語的報告 （页面存档备份，存于）